# Geneanet
Geneanet (GeneaNet selon la graphie originale) est un site Internet de généalogie proposant une base de données alimentée par les participants et à destination du public. Le fonctionnement du site est collaboratif et les données mises en ligne par ses membres sont consultables gratuitement par toute personne intéressée. Un abonnement annuel facultatif permet de disposer de fonctions de recherche plus élaborées et de consulter des sources supplémentaires,. Geneanet a été racheté en 2021 par le groupe américain Ancestry.

## Historique

### Création
En juin 1996, Jacques Le Marois, Jérôme Abela et Julien Cassaigne lancent  « LPF » (Liste des patronymes de France), un site visant à « utiliser la puissance d'Internet pour constituer une base de données indexant l'ensemble des ressources généalogiques existantes dans le monde, accessibles ou non sur Internet », l'ancêtre de Geneanet,. Geneanet est lancé le 2 décembre 1996 avec comme slogan « The Genealogical Database Network ».
L'idée du site est, par le partage des arbres généalogiques de membres, de comparer et croiser des centaines de milliers de fichiers et données généalogiques, pour multiplier les chances de trouver des données en commun et d'étendre les arbres. Une recherche dans cet index permet de savoir si tel patronyme, dans telle commune, entre telle et telle année, est étudié par tel généalogiste (le plus souvent amateur). Au fil des années, Geneanet développe de nouveaux outils : une messagerie interne, des outils d'impression d'arbres ou de listes, une bibliothèque numérique… Le site est passé de 330 000 visiteurs uniques en 2006 à plus d'un million en 2011. En 2019, Geneanet compte deux millions de visiteurs mensuels et est qualifié de « poids lourd du secteur ».

### 2012-2021: succès et développement
En août 2012, la base de données Geneanet passe le cap du milliard de références, celui des deux milliards en août 2015, et celui des six milliards en 2019[source insuffisante].
En septembre 2014, Geneanet lance un projet d'identification et d'indexation des combattants de la Première Guerre mondiale. À cette date, le site héberge plus de 530 000 arbres généalogiques recensant environ 800 millions de personnes. D'autres opérations collaboratives sont lancées autour de la Grande Guerre : l'indexation des soldats mentionnés sur l'Anneau de la mémoire en décembre 2014, la mise en ligne des photographies des sépultures des nécropoles militaires, l'indexation des Livres d'Or des morts pour la France à partir d'avril 2015, et à laquelle participèrent 700 bénévoles, ou encore l'indexation des fusillés. Un mini-site, « Nos ancêtres dans la Grande Guerre », a également été lancé à l'occasion des commémorations du centenaire de cette guerre.
Depuis 2015, Geneanet participe chaque année au salon de la généalogie qui se tient à la mairie du 15e arrondissement de Paris,.
En 2018, Geneanet relance le débat sur l’utilisation des tests ADN à vocation généalogique ,, ; le site réalise depuis des études annuelles auprès de divers membres (20 000 en 2018). Bien que la pratique soit illégale en France, Geneanet propose en février 2020 un nouveau service GeneanetADN de « dépôt de fichiers ADN » sur son propre portail en ligne.
Le 28 juin 2018, le PDG de Geneanet, Jacques Le Marois, est présent lors de l'assemblée générale de Filae, son principal concurrent, car la société Trudaine Participations (détenue à plus de 30 % par la société Geneanet) a acquis 25 % du capital de Filae,.
En 2019, pour les commémorations du 75e anniversaire du massacre d'Oradour-sur-Glane, Geneanet crée un arbre collaboratif afin de reconstituer la généalogie des familles touchées par le drame,,.
Un partenariat entre les Archives nationales et Geneanet est signé en mars 2021 pour l'indexation des dossiers nominatifs du fichier central de la Sûreté nationale, dit « fonds de Moscou », soit plus de 630 000 dossiers individuels.
En décembre 2022, Geneanet termine le recensement des 434 victimes de la catastrophe ferroviaire de Saint-Michel de Maurienne le 12 décembre 1917, avec leurs 33 000 descendants.

### 2021: projets et rachat
Début 2021, Myheritage, un des sites concurrents de Geneanet, annonce son intention de racheter un autre concurrent, Filae, dont Geneanet est premier actionnaire par le biais de la holding Trudaine Participations avec 42,95 % du capital et 48,07 % des droits de vote. Par le biais de son PDG, Jacques Le Marois, Geneanet entend créer un champion français de la généalogie. Le 15 mars 2021, la justice empêche Filae de décider de son avenir sans avoir consulté ses actionnaires, notamment Trudaine-Geneanet.
Le 21 mai 2021, à la suite de l'assemblée générale des actionnaires de Filae, cette dernière vote, à 53,5 % des votes représentant 52,7 % des droits de vote, la vente des activités de filae.com au site concurrent MyHeritage. La cession des actifs de Filae.com interviendra donc d'ici fin 2021 et ne seront donc pas rapprochés de Geneanet qui avait émis une offre concurrente.
Le 2 août 2021, MyHeritage acquiert Filae après avoir signé un accord avec Geneanet et Trudaine Participations afin de mettre fin à une situation de blocage de plusieurs mois, ainsi Trudaine Participations et Geneanet renoncent au projet d'OPA et décident de ne pas s’aligner ni de surenchérir sur le prix proposé par MyHeritage dans le cadre de sa dernière offre remise à Filae et cèdent l’intégralité de leurs actions, respectivement 489 075 et 221 707 actions Filae au groupe MyHeritage au prix de 20,75 € par action. Le groupe MyHeritage conclut également le même jour un accord avec les fondateurs et actionnaires historiques de Filae, dont Toussaint Roze, aux termes duquel ces derniers cèdent un nombre d’actions Filae représentant 47,83 % du capital social de Filae au prix de 20 € par action Filae. À l’issue des deux opérations, MyHeritage détient 90,91 % du capital de Filae,.
Le 31 août 2021, Geneanet annonce son rachat par l'entreprise américaine Ancestry, leader mondial de la généalogie. Geneanet explique que le rachat par Ancestry est la conséquence de l'échec des négociations Filae avec la naissance d'un concurrent redoutable. Le site Geneanet.org qui doit rester autonome indique qu'il donnera accès à de nombreuses bases de données indexées par Ancestry dans le cadre des abonnements Premium.
En avril 2023, Jacques Le Marois annonce qu'il va quitter la présidence et que celle-ci sera assurée par Christophe Becker.

## Description
Geneanet compte 4 000 000 membres, 800 000 arbres généalogiques et sept milliards de noms d’ancêtres collectés en mars 2021[réf. nécessaire]. Le site propose trois niveaux d'utilisation (visiteur, inscrits et premium) : le second niveau permet de créer son arbre généalogique, le dernier niveau est payant et propose l’accès à des données listées par des cercles généalogiques partenaires entre autres,.

### Fonctionnalités
Le site Geneanet, basé sur GeneWeb, permet notamment, grâce à la fonctionnalité de calcul de parenté de ce logiciel, de trouver et d'afficher la ou les parentés entre deux individus d'un même arbre, en mettant en valeur un ou plusieurs liens éventuels de consanguinité. Certains cousinages célèbres ont ainsi été relayés dans la presse,,,,.
En décembre 2015, le site Geneanet permet à tous les utilisateurs d'accéder à un moteur de recherche multi-critères qui peut effectuer des requêtes par nom et prénom, faculté qui était réservée auparavant aux abonnés payants. En septembre 2017, Geneanet lance une nouvelle fonction de comparaison pour retrouver des références communes entre les arbres généalogiques des membres.
À partir de 2018, Geneanet propose la rédaction automatisée de livres généalogiques à partir de sa base de données par le biais d'un partenariat avec le site Patronomia.
Depuis août 2019, le site propose un abécédaire des métiers anciens et disparus collectés à partir des relevés d'archives et des arbres généalogiques de ses membres,.
Début 2020, Geneanet lance Mémoire des lieux, une plateforme collaborative consacrée à l'histoire des lieux et des bâtiments,. Chacun peut consulter et enrichir son contenu, tel que l'historique d'une rue, d'un bâtiment, les événements marquants qui s'y sont déroulés ou les personnes qui y ont vécu.
Le 17 février 2020, Geneanet lance « Geneanet ADN », une plateforme où les utilisateurs ayant réalisé un test génétique en France ou à l'étranger peuvent déposer leur fichier ADN, dans le but de retrouver de nouveaux cousins,. Cette fonctionnalité est supprimée en décembre 2023.

### Autres sites et projets
Geneanet est à l’origine d'autres sites de généalogie :
- GeneaStar, pour rechercher des cousinages avec des célébrités, le site recense en un portail unique l’accès à la généalogie de près de 15 000 célébrités. Il bénéficie d'une refonte complète en 2021[47],[48].
- GeneaWiki, encyclopédie de type wiki consacrée à la généalogie, créée en 2005[4].
- Nos ancêtres dans la Grande Guerre, site lancé en 2014 dans le cadre du Centenaire de la première guerre mondiale, ayant pour objectif de recenser les soldats figurant dans les arbres Généanet grâce à l’indexation.
- Mémoire des lieux, site lancé en 2020 qui ayant objectif de retracer l'histoire des lieux[49].
- Racines Sportives, site lancé dans le cadre des Jeux olympiques d'été de 2020 ayant pour objectif de retracer la généalogie de sportifs ayant participé aux Jeux Olympiques et de rechercher des cousinages avec eux[50],[51],[52].

Geneanet a également créé plusieurs applications mobiles :
- « Sauvons nos tombes » : les membres sont invités à prendre des photos de sépultures des cimetières[53],[54],[55].
- « Hier et Aujourd'hui », lancée en 2015[56], ayant pour objectif la prise de photos avec un angle de vue comparable aux anciennes cartes postales[57],[58],[59],[60],[61],[62],[63],[64].

## Identité visuelle

### Logos

Logo de 1996 à 2000.
Logo de 2000 à 2006.
Logo de 2006 à 2010.
Logo de 2010 à 2012.
Logo de 2012 à 2014.
Logo de décembre 2014 à 2015.
Logo anniversaire des 20 ans en 2016.